# Aeropuerto de Ingeniero Jacobacci
El Aeropuerto Cabo H. Ramón Bordon (IATA: IGB - OACI: SAVJ) es un aeropuerto argentino que da servicio a la localidad de Ingeniero Jacobacci, Río Negro.
El aeropuerto fue inaugurado en 1990. La primera línea oficial que realizó escalas en esta ciudad fue SAPSE, entre los años 1990 a 1997, luego de la privatización, se suspendió el servicio. Con motivo del Rally Dakar de 2009, el aeropuerto fue remodelado